# 도나 코코란

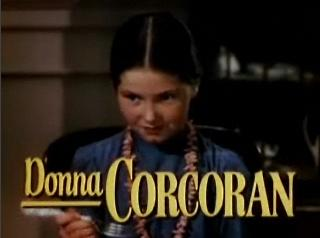

도나 코코란(Donna Corcoran, 1942년 9월 29일 ~ )은 미국의 배우, 영화배우, 텔레비전 배우이다.
퀸시에서 태어났다.

## 영화
- 문프릿 (1955년)
- 난폭한 토요일 (1955년)
- 덴저러스 웬 웻 (1953년)
- 돈 보더 투 노크 (1952년)
- 백만달러 인어 (1952년)
- 외야의 천사들 (1951년)